# Turn10

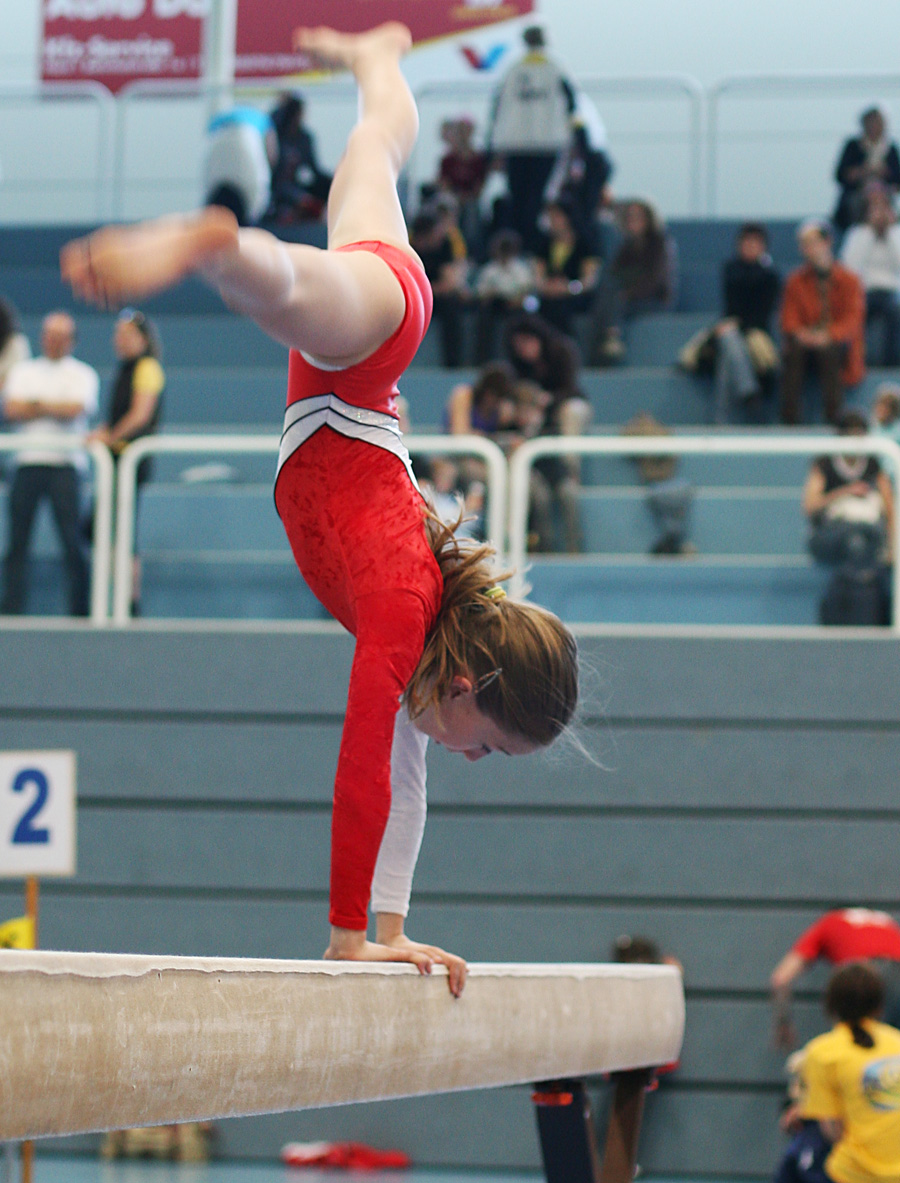
Turn10-Wettbewerb in Hard/Vorarlberg 2008. Turnerin am Balken.

Turn10 ist das österreichische Vereins- und Hobby-Wettkampfprogramm im Gerätturnen, das ab 2010 auch im Schulsport aufgenommen wurde. Der Begriff ist eine geschützte Marke.
Das 2008 eingeführte System ist weltweit neu. Statt vorgegebener Pflichtübungen kann jeder Turner Elemente aus dem zehnteiligen Katalog auswählen und damit die Kür-Übungen frei zusammenstellen.
Am Turnboden beginnt der Katalog mit einer einfachen Rolle und endet mit einem Schraubensalto. Es ist das Ziel, an jedem Gerät alle 10 Elemente des Katalogs zu beherrschen – von den einfachen Grundteilen bis hin zu den anspruchsvollen Elementen. Jedes Turn-Element ist einen Punkt wert, egal ob es sich um eine Rolle oder einen Salto handelt. Bei optimaler Ausführung gibt es ergänzend zu den Grundpunkten bis zu zehn Zusatzpunkte. Die Bewertung belohnt somit besonders gut Gelungenes.
Das Breitenturnprogramm wurde von den Verbänden ASKÖ, ASVÖ, Sportunion, ÖTB und ÖFT gemeinsam entwickelt. Es vereinheitlicht die ehemals eigenständigen Turn-Programme der Verbände und soll einen Impuls für das Vereinsturnen und Schulturnen in Österreich bringen. Turn10 wurde ursprünglich für den Vereinssport entwickelt. 2010 wurde es auch im österreichischen Schulsport aufgenommen, als Nachfolge des bis dahin im Schulturnen verwendeten ÖLTA-Programmes.
Ab 2025 gibt es ein komplett überarbeitetes Programm, das die bisher gültigen Versionen ersetzt.

## Geräte
- Boden
- Schwebebalken
- Barren
- Minitrampolin
- Reck/Stufenbarren
- Sprung
- Pauschenpferd
- Ringe

## Wettbewerbe
In Österreich gibt es regionale Meisterschaften, Landesmeisterschaften und eine jährlich stattfindende Österreichische Meisterschaft.

### Durchführung
Angetreten wird meist in zwei Umläufen am Vormittag und am Nachmittag. Eingeteilt werden die Teilnehmer in Riegen, die jeweils gemeinsam hintereinander an einem Gerät turnen. Danach erfolgt der gemeinsame Wechsel zum nächsten Gerät oder zu einer Pause. In einer Riege können auch Turner verschiedener Vereine sein. Mindestens vier Geräte müssen vorhanden sein.

### Wertung
Die Wertung erfolgt in Altersklassen und den Stufen Basisstufe und Oberstufe. Die Mannschaften können männlich, weiblich und mixed sein und aus drei bis vier Turnern bestehen. Gewertet werden jedoch immer nur die drei besten je Gerät. Auch Einzelwertungen sind möglich.
Die Bewertung erfolgt durch Wertungsrichter-Komitees (früher Kampfrichter) mit einer A-Note (Grundpunkte: 1 je ausgeführte Übung) und einer B-Note (Zusatzpunkte für Ausführung: Technik, Haltung, Dynamik). Für nicht gestandene Sprünge und Abstiege vom Gerät gibt es jeweils 0,5 Punkte Abzug. Die Summe der beiden Noten (maximal je 10) minus Abzüge ergibt die Endnote am Gerät (maximal 20). Für die Gesamtwertung werden alle Endnoten summiert (maximal 20xAnzahl der Geräte). Für die Mannschaftswertung werden immer die drei besten Endnoten je Gerät summiert (maximal 60xAnzahl der Geräte).
Teilnehmerinnen und Teilnehmer, die älter als 35 sind, erhalten eine Altersbonifikation.

## Deutschland
Im November 2017 wurde Turn10 auch in ganz Deutschland eingeführt. Dazu wurde am 3. November 2017 zwischen ÖFT und dem Deutschen Turner-Bund im Schloss Bruchsal ein entsprechender Lizenzvertrag unterschrieben.